# Genoa Cricket and Football Club 1902-1903
Questa voce raccoglie le informazioni riguardanti il Genoa Cricket and Football Club nelle competizioni ufficiali della stagione 1902-1903.

## Stagione
Bella e Alberto Delamare passano all'Andrea Doria, mentre Alfred Cartier è prestato al Milan. Verranno sostituiti da Montaldi, formatosi nel club rossoblù, e dallo svizzero Étienne Bugnion.
Il Genoa superò per 3-0 la Juventus nella finale di Genova, ottenendo il suo quinto scudetto.

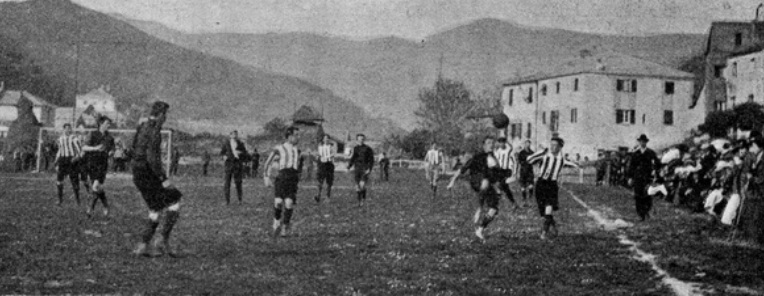
Una fase della finale del campionato italiano a Genova, il 13 aprile 1903, vinta dai rossoblù padroni di casa e campioni uscenti contro la Juventus (3-0).

Il primo marzo 1903 viene disputata la sfida amichevole contro il Football Vélo Club de Nice, disputata al campo sportivo di Ponte Carrega di Genova. L'incontro, terminato 6-0 a favore dei genoani, risulta la prima sfida internazionale tra club giocata in Italia. Il successivo 26 aprile il Genoa giocò la prima partita in terra straniera di un club italiano, offrendo la rivincita in casa ai nizzardi, riuscendo comunque a imporsi per 3-0.

## Divise
La maglia per le partite casalinghe presentava i colori attuali (anche se la dicitura ufficiale era rosso granato e blu) ma a differenza di oggi il blu era posizionato a destra e la maglia era una camicia.
La seconda maglia era la classica maglia bianca con le due strisce orizzontali rosso-blu sormontate dallo stemma cittadino.

## Organigramma societario
Area direttiva
- Presidente: George Fawcus

Area tecnica
- Capitano/Allenatore: James Spensley

## Rosa
| N. |                        | Ruolo | Calciatore        |
| -- | ---------------------- | ----- | ----------------- |
|    | Inghilterra (bandiera) | P     | James Spensley    |
|    | Svizzera (bandiera)    | D     | Étienne Bugnion   |
|    | Svizzera (bandiera)    | D     | Alfred Cartier    |
|    | Italia (bandiera)      | D     | Fausto Ghigliotti |
|    | Galles (bandiera)      | D     | Howard Passadoro  |
|    | Italia (bandiera)      | D     | Edoardo Pasteur   |
|    | Italia (bandiera)      | D     | Paolo Rossi       |
|    | Svizzera (bandiera)    | D     | Karl Senft        |
|    | Italia (bandiera)      | C     | Giovanni Foffani  |

| N. |                        | Ruolo | Calciatore             |
| -- | ---------------------- | ----- | ---------------------- |
|    | Italia (bandiera)      | C     | Vieri Arnaldo Goetzlof |
|    | Svizzera (bandiera)    | C     | Attilio Salvadè        |
|    | Italia (bandiera)      | C     | Oscar Schöller         |
|    | Inghilterra (bandiera) | A     | Joseph William Agar    |
|    | Svizzera (bandiera)    | A     | Henri Dapples          |
|    | Italia (bandiera)      | A     | Montaldi               |
|    | Italia (bandiera)      | A     | Enrico Pasteur         |
|    | Italia (bandiera)      | A     | Emanuele Queirolo      |
|    | Italia (bandiera)      |       | F. Rossi               |

## Calciomercato
| Acquisti | Acquisti        | Acquisti           | Acquisti      |
| R.       | Nome            | da                 | Modalità      |
| -------- | --------------- | ------------------ | ------------- |
| D        | Étienne Bugnion | Montriond Lausanne | definitivo    |
| D        | Alfred Cartier  | Milan              | fine prestito |

| Cessioni | Cessioni              | Cessioni     | Cessioni      |
| R.       | Nome                  | a            | Modalità      |
| -------- | --------------------- | ------------ | ------------- |
| D        | Bella                 | Andrea Doria | definitivo    |
| D        | Alfred Cartier        | Milan        | prestito      |
| D        | Alberto Delamare      | Andrea Doria | definitivo    |
| C        | Silvio Piero Bertollo |              | fine carriera |
| A        | Giovanni Bocciardo    |              | fine carriera |
| A        | George Fawcus         |              | fine carriera |
| A        | Aristide Parodi       |              | fine carriera |
|          | Hector Bayon          |              | svincolato    |

## Risultati

### Campionato Italiano di Football[5]

#### Finale
| Arbitro: | Suter (Milano) |

|                                |           |  |
| Dapples Agar 60’ Armano (aut.) | Marcatori |  |

## Statistiche

### Statistiche di squadra
| Competizione                    | Punti | In casa | In casa | In casa | In casa | In casa | In casa | In trasferta | In trasferta | In trasferta | In trasferta | In trasferta | In trasferta | Totale | Totale | Totale | Totale | Totale | Totale | DR |
| Competizione                    | Punti | G       | V       | N       | P       | Gf      | Gs      | G            | V            | N            | P            | Gf           | Gs           | G      | V      | N      | P      | Gf     | Gs     | DR |
| ------------------------------- | ----- | ------- | ------- | ------- | ------- | ------- | ------- | ------------ | ------------ | ------------ | ------------ | ------------ | ------------ | ------ | ------ | ------ | ------ | ------ | ------ | -- |
| Campionato Italiano di Football | 2     | 1       | 1       | 0       | 0       | 3       | 0       | 0            | 0            | 0            | 0            | 0            | 0            | 1      | 1      | 0      | 0      | 3      | 0      | +3 |

### Statistiche dei giocatori
| Giocatore      | Campionato Italiano di Football | Campionato Italiano di Football |
| Giocatore      | Presenze                        | Reti                            |
| -------------- | ------------------------------- | ------------------------------- |
| J. W. Agar     | 1                               | 1                               |
| E. Bugnion     | 1                               | 0                               |
| A. Cartier II  | 0                               | 0                               |
| H. Dapples     | 1                               | 1                               |
| G. Foffani     | 1                               | 0                               |
| F. Ghigliotti  | 0                               | 0                               |
| V. A. Goetzlof | 0                               | 0                               |
| Montaldi       | 1                               | 0                               |
| H. Passadoro   | 1                               | 0                               |
| E. Pasteur I   | 1                               | 0                               |
| E. Pasteur II  | 1                               | 0                               |
| P. Rossi       | 1                               | 0                               |
| A. Salvadè     | 0                               | 0                               |
| O. Schöller    | 0                               | 0                               |
| K. Senft       | 1                               | 0                               |
| J. Spensley    | 1                               | 0                               |